# Werlov triptih
Werlov triptih (ali Triptih Heinricha von Werla) je triptih, dokončan v Kölnu leta 1438, katerega osrednja tabla je izgubljena. Ohranjeni stranski krili sta hranjeni v Pradu v Madridu. Dolgo so ga pripisovali anonimnemu Mojstru iz Flémalla, ki so ga medtem identificirali z Robertom Campinom, čeprav ta identiteta ni sprejeta pri vsem umetnostnih zgodovinarjih. Nekateri raziskovalci ga atribuirajo ali delavnici ali pa sledilcu Campina ali pa Mojstru iz Flémalla (tisti raziskovalci, ki verjamejo, da ni istoveten z Campinom).
Na desnem krilu je upodobljena sedeča pobožna sveta Barbara, ki je prikazana zatopljena v branje vezane in pozlačene svete knjige, sedeča pred toplim odprtim ognjem. Na levem krilu je portret donator, ki kleči v molitvi in v družbi Janeza Krstnika, oba sta obrnjena proti danes izgubljeni osrednji tabli. Iz napisa spodaj je donator identificiran kot Heinrich von Werl, teolog iz Kölna v letu 1438. 
Ohranjeni tabli slovita po svoji kompleksni obdelavi svetlobe in oblike ter sta zato vplivali na druge umetnike od sredine 15. do začetka 16. stoletja, ko je ta slog staronizozemskega slikarstva prešel iz mode in bil malodane pozabljen do ponovnega odkritja v začetku 19. stoletja. Med zanimivimi elementi je tudi konveksno ogledalo na levem krilu, ki odzvanja le nekaj let pred tem nastalo slavno van Eyckovo sliko Portret zakoncev Arnolfini.

## Opis
Čeprav je osrednja tabla izgubljena in nimamo ohranjene kopije, niti omemb v inventarjih ali opisa, se domneva, da je bila oblikovana kot nadaljevanje iste sobe, v kateri je upodobljena sveta Barbara. To je verjetno glede na nenaden konec tramov stropa in okvirjev okna ter padajoče svetlobe. Glede na to, da do sredine stoletja še ni nobenega dokaza o vplivu triptiha na kölnsko umetnost (kjer je glede na naročnika triptih domnevno pristal), je bil ta verjetno do takrat najverjetneje uporabljen zasebno ali pa na nedostopnem mestu v cerkvi. Triptih vendarle postane vpliven od sredine 15. stoletja naprej. 
Desno krilo s sv. Barbaro je od obeh tabel umetniško precej bolj dovršeno, čeprav je v nekaterih vidikih podoba pomanjkljiva.

### Desna tabla: sv. Barbara
Ženo na tej tabli lahko prepoznamo kot sveto Barbaro zaradi njenega atributa, stolpa, ki je viden skozi odprto okno zgoraj levo. Priljubljena svetnica v srednjem veku je bila mučenka, ki naj bi živela v 3. stoletju. Po hagiografiji jo je njen bogati poganski oče Dioskor zaprl v stolp, da bi jo obvarovati pred nezaželenimi snubci. Ujetnica Barbara je pripustila duhovnika, ki jo je skrivaj krstil. Ker je zavrnila možitveno ponudbo, ki jo je posredoval oče, ji je ta na koncu odsekal glavo. Motiv sv. Barbare je bil priljubljen med  umetniki Campinove generacije: denimo Jan van Eyck je naslikal zelo podrobno, a nedokončano sliko iz leta 1437, ki pa se osredotoča na arhitekturne detajle gotskega stolpa in ne na interjer kot Campin.
Umetnik prikazuje Barbaro, zaprto v svojem stolpu, kjer si krajša čas z branjem knjige s hrbtom obrnjena proti velikemu kaminu. Njeni rjavi lasje so spuščeni in ji padajo na ramena. Sedi na leseni klopi, obloženi z rdečimi žametnimi blazinami. Nosi razkošno zeleno obleko, ki se guba v težke trikotne gube. Vendar je Barbarina postava šibko upodobljena - njena ramena in kolena so anatomsko nerealna; zdi se, kot da je brez kosti.
Privlačnost in kvalitete slike izvirajo iz natančno prikazanih oblačil, predmetov in raznih detajlov, ki so naslikani v svetlobi, ki prihaja skozi okna ali pa od ognja v kaminu. Kamin oddaja topel rdečkast sijaj, ki je v nasprotju s sorazmerno trdo svetlobo, ki pada iz okna in neohranjene srednje table na levi. Pod vplivom te svetlobe, ki pada na zlato, polirano in druge površine so vsepovsod vidni odbleski in za predmeti sence. Na polici pri kaminu je steklena bučka, na dimnik je pritrjen svečnik z ugaslo svečo - oboje meče krasno senco. Nad kaminom je natančno naslikan kip sv. Trojice v obliki Prestola milosti.
Soba je očitno prikaz sodobnega meščanskega ambienta in ne bibličnega okolja  in vsebuje številne podrobnosti, ki jih najdemo tudi na srednji tabli Oltarja Mérode iz ok. 1425–28, ki je prav tako pripisan Robertu Campinu: klop, okno, kamin na desni, na obeh slikah ženska bere, oblikovanje stropa s tramovi, vaza s cvetlico (lilijo oz. iris pri sv. Barbari). Primerjava med obema deloma pokaže, da je ureditev prostora v smislu perspektive boljša na poznejši sliki s sv. Barbaro kot na zgodnejšem oltarju Merode.
Perspektiva, iz katere vidimo v sobo, je nenavadno strma in daje vtis kot, da smo na višji poziciji glede na sv. Barbaro in jo gledamo rahlo navzdol. Perspektiva je podobna kot pri van Eyckovi sliki Oznanjenje iz Washingtona, ki je nastala le nekaj let poprej. Slika vsebuje več očišč, ki se raztezajo od spodnje desno do odprtega okna in poudarjajo vtis globino na tabli. Strm kot je dosežen z linijo klopi, deske za naslon, linijo kamina in polken oken. 

### Leva tabla: sv. Janez in donator
Ime donatorja Heinricha von Werla prinaša latinski napis na spodnjem robu levega krila (Anno milleno c quater x ter et octo. Hic fecit effigiem ... depingi minister hinricus Werlis magister coloniensis) - približen prevod bi bil: »V letu 1438 sem naslikal to podobo Gospoda Heinricha von Werla, magistra v Kölnu«. Donator Heinrich von Werl je bil član minoritskega reda (del skupine ubožnih, Frančiškovih redov) v Osnabrücku. Leta 1430 se je preselil v Köln, da bi študiral na univerzi, kjer je leta 1435 magistriral, potem ko je bil prej imenovan za provinciala v Kölnu, postal profesor teologije in slavni pridigar. Verjetno je to delo naročil za minoritsko cerkev v Kölnu. Umrl je v pokoju v Osnabrücku leta 1463.
Von Werl, je naslikan kleče v molitvi skupaj z Janezom Krstnikom v prostoru s banjastim lesenim stropom. Na Campina je v zgodnjih 1430-ih močno vplival van Eyck in to krilo mu je podobno na več načinov; v padcu svetlobe, ostro naslikanih podrobnosti in zlasti značilnem konveksnem ogledalu v sredini, ki odseva prizor in se neposredno sklicuje na Van Eyckov Portret Arnolfinijev iz leta 1434. Tudi napis s svojo pozicijo in obliko črk kaže na vpliv van Eycka in elegantnih, skoraj okrasnih napisov na njegovih delih.
Slika je značilna za zgodnje oltarne triptihe, saj donatorja ni vključen v prizor na osrednji tabli, marveč je 'degradiran' na stransko tablo, na pričevanje o božanskem dogajanju, ki ga opazuje skozi vrata, ki njegovo krilo povezujejo s centralno tablo. Campin na Oltarju Mérode, naslikanem ok. 1425-28  (datacije oltarja se razlikujejo pri različnih avtorjih) donator naslika na vrtu nekoliko pod nivojem Device Marije, tu pa je postavljen v notranjščino, v sosedni prostor. Toda čeprav vrata na Oltarju Merode povezujejo prostor donatorja in Device, pa obenem ovirajo njegov pogled. Tu so vrata naslikana drugače in teh težav ni. Campinove zgodnje oltarne slike se za razliko od Van Eyckovih držijo tradicionalne hierarhične oblike, kjer je osrednja tabla rezervirana za pobožen prizor, ki je fizično in prostorsko ločen od stranskih kril. V Werlovem triptihu je donator zgolj priča in ne protagonist, čeprav je nameščen v notranjščino in ne v zunanji ambient. Triptih nadalje uvaja idejo o svetniku posredniku, kar je spet van Eyckov vpliv - tu je svetnik posrednik sv. Janez Krstnik z jagnjem v rokah, ki upodobljen v istem prostoru kot von Werl, kar povečuje pomen prostora, kjer je naslikan donator.

## Pripis in poreklo
Sliko so nekoč povezovali s Campinovim učencem Rogierjem van der Weydnom ali z van der Weydnovo delavnico. Vendar pa je odkritje podrisb v tem delu in Oltarju Mérode privedlo do tega, da je večina umetnostnih zgodovinarjev danes prepričana, da gre za istega umetnika. Delo sta kot pozno Campinovo delo prepoznala Panofsky (1953) in Chatelet (1996), čeprav številni drugi, med njimi Kemperdick (1997), Thurlemann (2003) in Sanders (2009), še naprej trdijo, da je avtor van der Weyden ali nekdo iz njegovega kroga. Še vedno je stališče manjšine, ki ga Prado ne podpira; po mnenju Till-Holger Borcherta »se zdi, da slog figur - ki ga ... ni mogoče uskladiti z Rogierjevim - govori proti temu«. 

## Galerija
- Detajl s posodo na polici omarice na Barbarini levi
- Detajl skulpture sv. Trojice nad kaminom na desni tabli
- Detajl stolpa viden skozi odprto okno - ta droben detajl identificira naslikano žensko s sveto Barbaro
- Campinova tabla z Oznanjenjem hranjena v Bruslju
- Rogier van der Weyden, Magdalena bere, ok. 1435–1438. Na Van der Weydna je Campin močno vplival, kot je razvidno iz te zgodnje mojstrovine
- Sv. Barbara, Jan van Eyck, 1437